# Pasadenus chicanus
Pasadenus chicanus är en insektsart som beskrevs av Ball 1936. Pasadenus chicanus ingår i släktet Pasadenus och familjen dvärgstritar. Inga underarter finns listade i Catalogue of Life.